# Václav Kulhánek
Václav Kulhánek (14. února 1930, Drahov – 6. února 2021, Veselí nad Lužnicí) byl český římskokatolický duchovní, archivář a církevní právník.

## Život
V září 1945 nastoupil na Jirsíkovo gymnázium, kde roku 1949 odmaturoval. Poté nastoupil do kněžského semináře v Českých Budějovicích, který byl ale v roce 1950 komunistickou vládou uzavřen. Po zavření biskupského semináře prožil v 50. letech 40 měsíců u pomocných technických praporů na nejrůznějších stavbách a 20 let pracoval jako dělník v Prefě.
Teprve v roce 1968 mohl začít dálkově studovat na kněze v litoměřickém semináři a studium ukončil v roce 1972. V červnu 1973 byl ve svých 43 letech vysvěcen na kněze a pak působil jako kaplan v českobudějovické katedrále sv. Mikuláše. Od roku 1977 byl jmenován archivářem na Biskupství českobudějovickém a v roce 1997 navíc kancléřem biskupství. Byl dlouholetým soudcem Interdiecézního církevního soudu a pak Metropolitního církevního soudu Arcidiecéze pražské. Od roku 2000 byl kanovníkem Katedrální kapituly u sv. Mikuláše v Českých Budějovicích a v roce 2010 mu byl udělen titul kaplan Jeho Svatosti. Až do ledna roku 2021 žil v Českých Budějovicích v jednom z kanovnických domků při katedrále, bohoslužby sloužil zejména v kostele Božského Srdce Páně na Rudolfovské třídě. Posléze byl z důvodu zhoršení zdravotního stavu přestěhován do Domova sv. Františka ve Veselí nad Lužnicí, kde dožil.